# كلاتة ميرزا رحيم
كلاتة ميرزا رحيم (بالفارسية: کلاته میرزارحیم) هي قرية تقع في قسم آذري الريفي (مقاطعة إسفراين) في إيران. يقدر عدد سكانها بـ 1078 نسمة بحسب إحصاء 2016.